# Mahnwachen für den Frieden

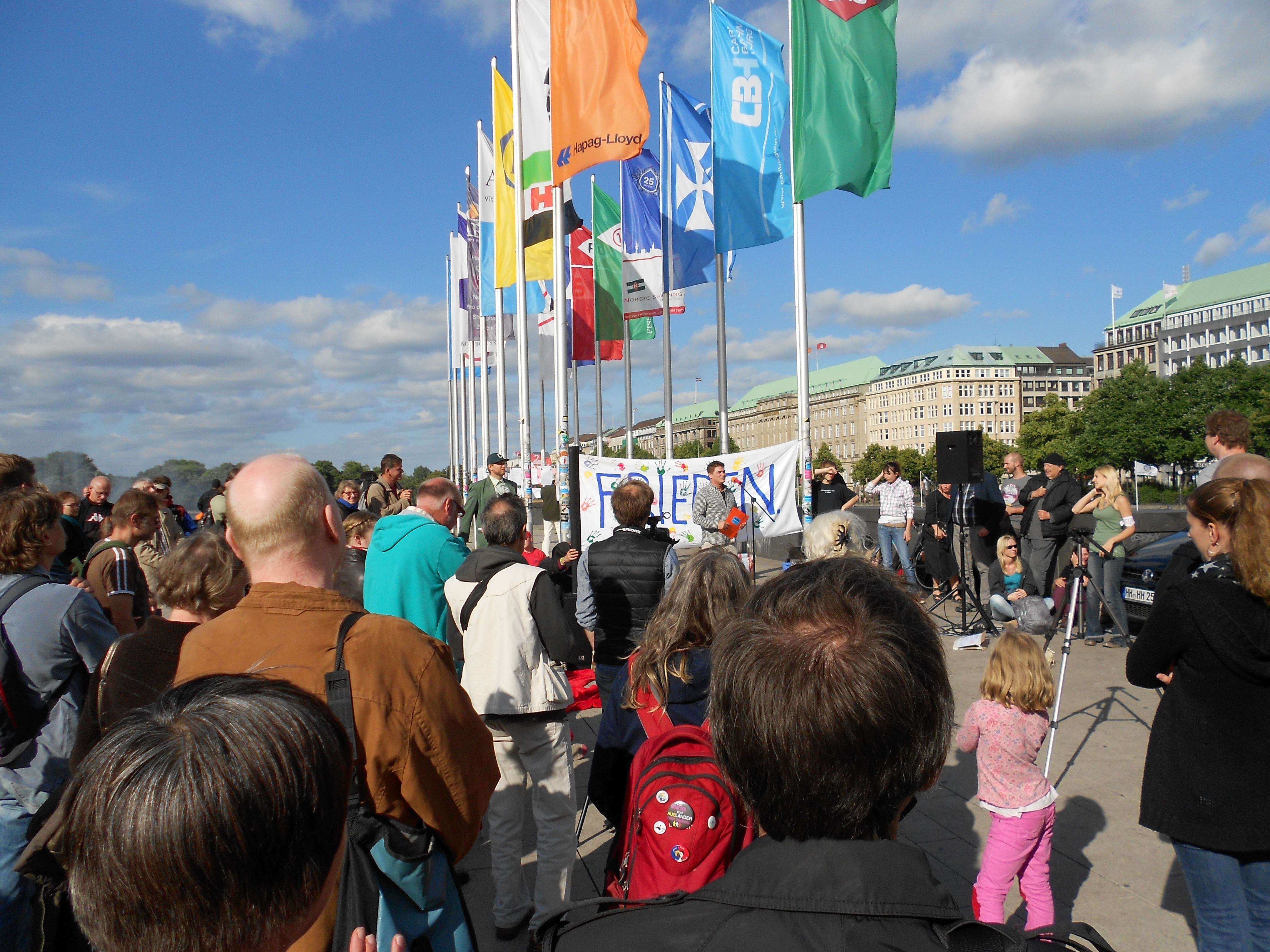
Hamburger Mahnwache für den Frieden, Jungfernstieg, 23. Juni 2014

Mahnwachen für den Frieden (auch Friedensbewegung 2.0, Friedensmahnwachen, Montagsdemonstrationen 2014 oder Montagsmahnwachen) hießen Kundgebungen, die ab dem 17. März 2014 meist montags in Deutschland, Österreich und Basel stattfanden. Mit dem Namen und Termin stellten die Veranstalter sie in die Tradition der Friedensbewegung und der Montagsdemonstrationen 1989/1990 in der DDR. Nach ihrem Selbstverständnis sollten sie politisch weder rechts noch links stehen, sondern offen für jeden Interessenten sein.
Auslöser war die Ukraine-Krise 2014. Die Hauptredner um Lars Mährholz machten vor allem die USA und die Federal Reserve Bank (FED) dafür verantwortlich. Sie sprachen von einem weltumspannenden System des Finanzkapitalismus, das von einer kleinen Gruppe sehr mächtiger Individuen beherrscht und gelenkt werde. Sie betrachteten die etablierten Medien als Manipulationsmittel dieses Systems, die Mahnwachen und das World Wide Web als Gegenöffentlichkeit dazu.
Seit April 2014 kritisierten Beobachter antiamerikanische, antisemitische, rechtsextreme und verschwörungsideologische Tendenzen bei den Mahnwachen. Dies führte zu einer intensiven öffentlichen Debatte. Viele friedensbewegte und linksgerichtete Gruppen grenzten sich von den Mahnwachen ab.
Die Kundgebung „Friedenswinter“ (13. Dezember 2014 in Berlin) gegen die deutsche Ukraine- und Russlandpolitik trugen Teile der Friedensbewegung mit, trennten sich aber bis Mai 2015 wieder von den Mahnwachen. Seit 2015 traten die Nachfolgegruppen „Patriotische Europäer gegen die Amerikanisierung des Abendlandes“ („Pegada“) und „Engagierte Demokraten gegen die Amerikanisierung Europas“ („EnDgAmE“) auf. Sie werden auch als „Friedens-Querfront“ bezeichnet.

## Entwicklung
Von März 2014 bis Januar 2017 entstanden bis zu 154 regionale Mahnwachen in Deutschland, Österreich und der deutschsprachigen Schweiz. Die Teilnehmerzahlen reichten von einigen Dutzend bis knapp 3.000 am 19. Juli 2014 in Berlin. Ab Januar 2015 flauten die Mahnwachen ab; einige bestanden bis 2017.

### Deutschland

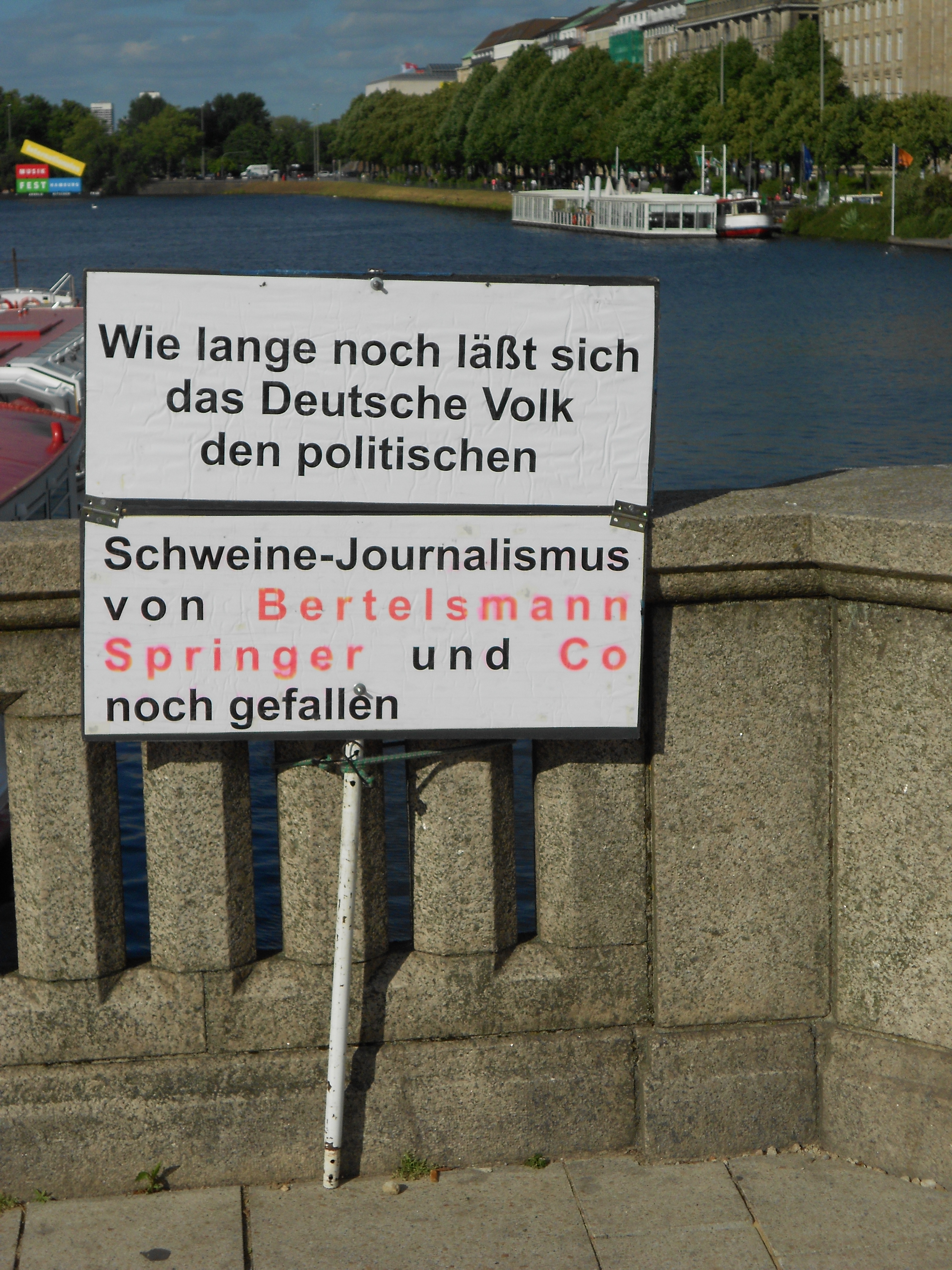
Protestschild gegen deutsche Mediengruppen am Jungfernstieg in Hamburg, Juni 2014

Gründer und Anmelder der ersten Berliner Mahnwachen war Lars Mährholz. Er gab sich unpolitisch, war aber in seiner Jugend Mitglied der CDU, später der FDP und von 2001 bis 2007 Beisitzer im rechtsnationalen Verband Junger Journalisten (VJJ) um Torsten Witt (Bund freier Bürger) gewesen. Zu seinen Facebook-Freunden gehörten Neonazis, „Reichsbürger“ und 9/11-Leugner. Hauptredner waren der Journalist Ken Jebsen, der Rechtspopulist Jürgen Elsässer und der Zinskritiker Andreas Popp.
Am 17. März 2014 demonstrierten etwa 100 Teilnehmer mit Fackeln vor dem Brandenburger Tor für „Frieden in Europa, auf der Welt, für eine ehrliche Presse und gegen die tödliche Politik der Federal Reserve (einer privaten Bank)“. Bei den folgenden Berliner Mahnwachen traten szenetypische Bands wie Die Bandbreite auf und gaben den Teilnehmern ein Gemeinschaftsgefühl. Ab 5. Mai 2014 ließ Mährholz den früheren Attac-Vertreter Pedram Shayar statt Jürgen Elsässer reden, den einige Teilnehmer ablehnten. Daraufhin lud der Veranstalter Mario Rönsch Elsässer als Hauptredner zur Mahnwache in Erfurt ein. In einem offenen Brief an die Erfurter appellierte Shayar an einen „humanistischen Grundkonsens“ der Mahnwachen. Einige, denen Shayar wiederum zu links war, eröffneten eine zweite Mahnwache am Berliner Alexanderplatz und ließen Elsässer dort reden.
Ab 28. April 2014 trat der trotzkistische Liedermacher Florian Ernst Kirner („Prinz Chaos II.“) mehrmals bei der Berliner Mahnwache auf, lobte Pedram Shayars Rede und wies pauschale Rassismus-Vorwürfe gegen die Mahnwachen zurück. Am 9. Juni 2014 trat Diether Dehm trotz eines Abgrenzungsbeschlusses seiner Partei Die Linke bei der Berliner Mahnwache auf. Am 23. Juni 2014 sprach dort ein Vertreter der Bürgerrechtsbewegung Solidarität, am 30. Juni der Buchautor Ansgar Klein. Bis dahin sank die Teilnehmerzahl von etwa 1600 auf 300. Ab Juli 2014 besuchten Mährholz, Jebsen und Shayar Mahnwachen in anderen Städten. Statt des anfänglichen „offenen Mikrofons“ wählte Mährholz angemeldete Redner aus, um unerwünschte Beiträge etwa zu Chemtrails zu vermeiden. Am gemeinsamen Aktionstag am 19. Juli 2014 in Berlin nahmen weit weniger als die erwarteten 10.000 Personen teil. Im August 2014 trat der Sänger Xavier Naidoo bei der Mahnwache in Mannheim, am 3. Oktober 2014 bei einer Berliner Mahnwache von „Reichsbürgern“ auf. Am 9. November 2014, dem Jahrestag der Novemberpogrome 1938 warb Elsässer bei den von Mährholz getrennten Berliner Mahnwachen vor „Reichsbürgern“ und Neonazis für die Aufnahme von Hooligans.
 Am 5. Dezember 2014 veröffentlichten Jebsen und Mährholz ihren Appell für eine andere Russlandpolitik. Einige Gewerkschafter, Abgeordnete der Linkspartei, die Kooperation für den Frieden und IALANA unterstützten den Appell. Der IALANA-Leiter Reiner Braun rief mit zum „Friedenswinter 2014/15“ auf, um die alte Friedensbewegung durch das Bündnis mit den Mahnwachen neu zu beleben. Er verteidigte als antisemitisch eingestufte Aussagen Jebsens als „relativ scharfe Israelkritik“. Die damalige Linksparteivorsitzende Sahra Wagenknecht war für den 13. Dezember 2014 in Berlin als Hauptrednerin vorgesehen, sagte aber kurzfristig ab, ebenso die GEW und die VVN. Dagegen traten der Kirchenkritiker Eugen Drewermann, der Kabarettist Reiner Kröhnert, die Moderatorin Lea Frings (RT Deutsch), die Liedermacher Reinhard Mey und Konstantin Wecker beim „Friedenswinter“ vor dem Schloss Bellevue auf. Reiner Braun verlas eine Distanzierung von Antisemitismus, Neuen Rechten, „Reichsbürgern“, Rassismus, Nationalismus und Faschismus. Trotzdem nahmen auch Akteure aus jenem Spektrum teil.
Aus der Erfurter Mahnwache entstand 2015 die Gruppe Pegada, deren Name sich an die rassistische Pegida in Dresden anlehnte. Am 24. Januar 2015 demonstrierten etwa 1000 Pegada-Anhänger in Erfurt gegen die „Terrormacht“ USA, einen Bruch mit Russland und die Gefahr eines Dritten Weltkriegs. Dazu mobilisierte Pegada über die Facebookseite Endgame („Engagierte Demokraten gegen die Amerikanisierung Europas“). Mehrere Vertreter, darunter Stephane Simon, waren zuvor bei Pegida aufgetreten. „Endgame“-Anhänger demonstrierten in Halle (Saale) (21. Februar 2015) und Hannover (14. März 2015, etwa 250 Teilnehmer). Dort sprachen Christoph Hörstel und der wegen Volksverhetzung verurteilte Taylan Can. Offiziell grenzte sich Pegada von Rassismus, Extremismus und Nationalismus ab. Die Hallenser Endgame-Gruppe war aus der dortigen Montagsmahnwache um den Neonazi Sven Liebich entstanden und wurde mehrmals von Pedram Shahyar, Ken Jebsen, Lars Mährholz, Stephane Simon und Lea Frings besucht. Ab April 2015 schloss sich auch die ehemalige Pegidasprecherin Kathrin Oertel ihren Forderungen an, als sie sich bei Muslimen für rassistische islamfeindliche Pegida-Parolen entschuldigte. Diese Entschuldigung hatte sie Anfang April 2015 mit Elsässer geplant, um die Anhänger der Mahnwachen mit denen von Pegida und AfD in Pegada- und Endgame-Gruppen zusammenzuführen.
Im Juni 2015 forderten Mahnwachenvertreter mit einem „Grundsatzpapier der Friedensbewegung 2015“ unter anderem den Austritt aus der NATO und den Stopp von Kriegshandlungen von deutschem Boden aus. Am 12. Juni 2016 demonstrierten etwa 130 Endgame- und Mahnwachenanhänger in Dresden gegen eine Bilderberg-Konferenz. Hauptredner war Rico Albrecht („Wissensmanufaktur“). An den Protesten vom 9. bis 12. Juni hatten auch NPD, AfD, Pegida, „Reichsbürger“ und Nationalbolschewisten teilgenommen.
Reiner Braun strebte auch 2016 ein Bündnis mit den Mahnwachen an. Er nahm einen Friedenspreis der Mahnwache in Bautzen an, bei der zuvor auch Neonazis aufgetreten waren, und gratulierte der Berliner Mahnwache im März 2016 zum zweijährigen Bestehen.
Aus den Mahnwachen entstand die „Friedensbewegung bundesweite Koordination“ (FbK). Ihr Sprecher Stephan Steins schrieb in seinem Webmagazin Rote Fahne vom „real existierenden Problem der Masseneinwanderung, Überfremdung und in letzter Konsequenz des Ethnozids gegen den germanischen Kulturraum“. Die FbK demonstrierte im Dezember 2016 mit russischen Fahnen und Porträts des syrischen Diktators Baschar al-Assad gegen die Beteiligung von Saudi-Arabien am Bürgerkrieg in Syrien. Der Friedensaktivist Claus Schreer beurteilte die FbK als „rechtslastiges Personenbündnis von Pegida-, AfD- und NPD-Anhängern“; ähnlich die Berliner Friedensaktivistin Laura von Wimmersperg.

### Wien und Basel
Ab April 2014 gab es auch in Wien eine wöchentliche Montagsmahnwache. Dort traten Ken Jebsen, Chemtrails-Gläubige, Franz Hörmann sowie Staatsverweigerer aus dem Umfeld des One People’s Public Trust auf. Laut dem Dokumentationsarchiv des österreichischen Widerstandes wurde bei der Wiener Mahnwache am 19. Mai 2014 der Nationalsozialismus verherrlicht.
In Basel fanden bis Juli 2014 mindestens zehn Mahnwachen mit bis zu 40 Personen statt. Sie wurden überwiegend als rechtsesoterisch und verschwörungsideologisch eingeschätzt.

## Themen
Die Themen und Forderungen, die bei den Mahnwachen geäußert werden, sind laut dem Soziologen Peter Ullrich häufig zusammenhanglos bis eigenartig: „Es wurde wohl selten ein solches Sammelsurium von oft unvermittelten und nicht zusammenhängenden sowie auch völlig widersprüchlichen Positionen vertreten wie auf den Montagsmahnwachen“. Als ihre Hauptanliegen nannten befragte Mahnwachenteilnehmer im Juni 2014 allgemeinen Frieden, Medienkritik, Gerechtigkeit und einen allgemeinen Antikapitalismus. Schon der Aufruf zur ersten Mahnwache verknüpfte „Frieden“ mit einer Kritik am Finanzsystem, das von der US-amerikanischen Notenbank Fed bestimmt sei. Das „Schuldgeldsystem“ von Geld und Zins ohne materialen Eigenwert wurde als Hauptursache vieler gesellschaftlicher Probleme und Kriege beschrieben. Damit war auch Kritik an Globalisierung und Freihandelsabkommen verbunden.
Kritik an den kommerziellen und öffentlich-rechtlichen Medien richtete sich gegen die als russlandfeindlich wahrgenommene aktuelle Berichterstattung zur Ukraine und darüber hinaus gegen eine „gleichgeschaltete Presse“ oder „Hauptstrompresse“ überhaupt. Gefordert wurde eine Aufklärung der Bevölkerung mit alternativen, im Internet zugänglichen Informationen, die nach Ansicht der Teilnehmer sonst verborgen blieben. Die Mahnwachen wurden als Ort und Mittel dieser alternativen Aufklärung betrachtet.
Vielfach wurden Lobbyismus, Kungelei und vom „Volk“ entfremdete, nur Wirtschaftsinteressen folgende Politiker kritisiert. Gefordert wurden mehr Mitbestimmung und direkte Demokratie. Im Blick auf Umwelt- und Naturschutz wurde oft ein verändertes individuelles Verhalten, bewusste Ernährung und ethischer Konsum angemahnt. Gemeinschaftserleben und politische Aktivierung ohne konkrete inhaltliche Forderung waren häufig Anliegen der Proteste. Als Grundkonsens der Teilnehmer beschrieb Lucius Teidelbaum (HaGalil) eine allgemeine Friedenssehnsucht, Opposition zum „Establishment“, Parteinahme für Russland im Ukrainekonflikt, Presseschelte, Antiamerikanismus und eine Selbsteinschätzung als „weder rechts noch links“. Bei der Medienkritik wurde auch von der „Lügenpresse“ gesprochen.
In einem Interview mit dem russischen Auslandsrundfunkdienst Stimme Russlands auf der Demonstration in Berlin erklärte Mährholz, an allen Kriegen der letzten hundert Jahre sei ausschließlich die „Privatbank“ Federal Reserve (FED) Schuld. In rechten Kreisen ist das als antisemitischer Code für „jüdisches Finanzkapital“ bekannt. Mährholz beschrieb die FED und das Zinssystem als „Anfang allen Übels“. Die Angriffskriege der USA dienten nur dazu, um ihre Währung zu stabilisieren. Das US-Militär sei „nur der Knüppel der FED“ und setze deren Profitinteresse auf Kosten anderer Völker durch, etwa im Irak und in Libyen. Mährholz empfahl anfangs Webseiten der „Reichsbürger“, die die Existenz des deutschen Staates bestreiten, und bejahte die Ansicht eines NPD-Abgeordneten, Deutschland, die EU und die USA arbeiteten aktiv mit „faschistischen Mörderbanden“ in der Ukraine zusammen. Im Mai 2014 forderte er den sofortigen Abzug aller Bundeswehrsoldaten aus dem Ausland, ein Verbot aller Auslandseinsätze der Bundeswehr und ein allgemeines Verbot, von deutschem Boden aus Krieg zu führen. Die FED fördere weltweit Konflikte, um anschließend an Krediten für den Wiederaufbau Profit zu machen. In diesem Zusammenhang wird behauptet, die FED und die Banken der Wall Street hätten über die I.G. Farben den Aufstieg der NSDAP finanziert. Dabei stützten sich die Redner auf das antisemitische Pamphlet Die Rothschilds: Eine Familie beherrscht die Welt des Verschwörungstheoretikers Tilman Knechtel.
Auch „Chemtrails“, also die Verschwörungstheorie, Düsenflugzeuge würden Gifte und psychoaktive Stoffe in der Atmosphäre ausbringen, um die Bevölkerung zu dezimieren oder zu kontrollieren, waren häufig Thema bei Montagsmahnwachen.
Der Sozialwissenschaftler Wolfgang Storz benannte „inhaltliche Bindeglieder“ jener Netzwerke, die die Mahnwachen organisierten: „Deutschland ist nicht souverän. Die USA sind das Gegenteil eines Vorbildes. Die Massenmedien lügen und manipulieren. Deutsche dürfen die israelische Regierung nicht kritisieren. Die EU-Bürokratie ist undemokratisch, der Euro ein Irrweg. Die Finanzmärkte beherrschen alles.“
Der „Friedenswinter“ richtete sich gegen „Kriegspropaganda“, die NATO und eine Militarisierung der Außenpolitik, etwa durch Bundespräsident Joachim Gaucks Mahnungen zu stärkerer deutscher Teilnahme an Militäreinsätzen. Man forderte „Frieden mit Russland“ und Verständnis für den russischen Staatspräsidenten Wladimir Putin und die russische Annexion der Krim. Einige zeigten Parolen wie „Kindermörder Israel“ und „9/11 – ich bin doch nicht blöd!“.
Die Themen der Mahnwachen sind anschlussfähig sowohl an linke wie an rechte Diskurse, was von den Akteuren im Sinne einer Querfront angestrebt wird.
Im Frühjahr 2020 griffen Mahnwachen Themen der Proteste in Deutschland während der COVID-19-Pandemie auf. Am Hamburger Jungfernstieg wurden Falschinformationen verbreitet wie etwa, COVID-19 lasse sich mit Kräutern heilen und es drohe eine Gesundheitsdiktatur.

## Teilnehmer
Berliner Sozialwissenschaftler um Dieter Rucht befragten im Juni 2014 305 von rund 1000 Berliner Mahnwachenteilnehmern. Sie stellten fest, dass damals mehr Männer, Jüngere, besser Gebildete und mit dem Internet Vertraute als im Durchschnitt der deutschen Bevölkerung dazugehörten. 39 % davon lehnten das Rechts-Links-Schema ab, 38 % verorteten sich politisch eher links. 42,6 % gaben an, sie hätten bei der Bundestagswahl 2013 die Partei Die Linke gewählt, 15,4 % nannten die Piratenpartei, 12,8 % die AfD. Ein Drittel ordnete sich Nichtwählern zu. Im Widerspruch dazu stimmten größere Anteile der Befragten antiamerikanischen, antizionistisch-antisemitischen, rechtsextremen und verschwörungstheoretischen Ansichten zu: etwa dem Wunsch nach einem nationalen Führer (33,8 %), dem Stereotyp, „die Zionisten“ kontrollieren weltweit die Hebel der Macht in Politik, Börse und Medien (27,3 %), und dem Stereotyp „jüdischer Hinterhältigkeit“ (24,7 %). Sie bejahten zwar mehrheitlich die Demokratie als Prinzip, standen jedoch den demokratischen Institutionen und gesellschaftlichen Großorganisationen mit erheblichem Misstrauen gegenüber. Die Teilnehmer seien daher eher als Querfrontbewegung einzustufen, die rechte und linke Inhalte integriere. Diese sei mit ihrer Distanz zum Parlamentarismus und ihrem Misstrauen gegen die etablierten Medien Symptom einer Postdemokratie in Deutschland.
Für den Sozialwissenschaftler Alexander Häusler verbreiten die Mahnwachen mit ihrem Antiamerikanismus und ihrer von Silvio Gesell inspirierten Kritik an Geldschöpfungsmechanismen „typische rechte Verschwörungstheorien“. Ihre Anhänger seien jedoch zu verschieden, um sie der Neuen Rechten zuzurechnen. Die Rechtsextremismusforscher Julian Bruns und Natascha Strobl verweisen auf rechte Positionen von Mährholz, antisemitische Äußerungen einzelner Teilnehmer und die Offenheit der Mahnwachen für rechtsextreme Organisationen. Nicht alle Teilnehmer seien rechts, jedoch benutzten Rechtsextreme, Verschwörungstheoretiker und Geschichtsrevisionisten die Mahnwachen, um den gesellschaftlichen Diskurs nach rechts zu verschieben.
Das Teilnehmerspektrum der Mahnwachen ähnelt dem von Pegida: In beiden Bewegungen dominieren Männer mittleren Alters, Selbständige oder Freiberufler mit überdurchschnittlichem Bildungsstand, der jedoch geringer ist als bei anderen sozialen Bewegungen. Zum Unterstützerumfeld gehören bei beiden Bewegungen dieselben Medien, darunter Jürgen Elsässers Magazin Compact, der Kopp Verlag, der Kai Homilius Verlag und der russische Staatssender RT Deutsch. Beide beanspruchen die Parole „Wir sind das Volk“ in einer partikularen, russlandfreundlichen und anti-amerikanischen Interpretation, die anschlussfähig ist für identitäre, ethnopluralistische und fremdenfeindliche Positionen. Bei den Mahnwachen zeigen sich eher antisemitische, bei Pegida eher anti-islamische Ressentiments. Markus Liske und Manja Präkels ordnen beide Bewegungen als „völkischen Neo-Nationalismus“ ein, der historisch mit der Parole „Wir sind ein Volk“ im Verlauf der Wende von 1989 begonnen habe. Diesen vertrete ein Bevölkerungsteil, der für rechtspopulistische und rassistische Einstellungen in verschiedenen Schattierungen offen sei, Anspruch auf die Mitte der Gesellschaft erhebe und zunehmend in diese hineinreiche.

## Rezeption

### Medien
Die Mahnwachen stießen von Anfang an auf ein überwiegend negatives Medienecho. Die Publizistin Jutta Ditfurth warnte als eine der ersten ab März 2014 auf Facebook vor antisemitischen Zügen der Mahnwachen. Am 16. April erklärte sie in einem Fernsehinterview: Die Kritik an der FED sei ein bekannter Code für die angebliche „jüdische Weltverschwörung“. Die Hauptvertreter seien neurechte Propagandisten, die gezielt eine Querfront anstrebten und dazu auch unter Linken Anhänger rekrutierten. Auf ihren Webseiten finde man antisemitische Karikaturen und Hinweise auf die Rothschilds. Mährholz habe Verbindungen zur rechten Esoterik, zur Zeitgeist- und Reichsbürgerbewegung. Es gebe Bezüge zum 9/11 Truth Movement, zu Silvio Gesell und zur AfD. Zwischen diesen heterogenen Richtungen bestehe ein verschwörungstheoretischer und antisemitischer Grundkonsens.
Von da an erschienen viele kritische Berichte über die Mahnwachen. Sie ordneten sie ebenfalls oft in eine Querfront und Neue Rechte ein, verwiesen auf antisemitisch entschlüsselbare Aussagen, beteiligte Rechtsextremisten und Verschwörungstheorien. Als antisemitisch wurde eine Aussage Elsässers bei einer Mahnwache eingestuft. Er sprach von einer Finanzoligarchie, zu der „Rockefeller, Rothschild, Soros, Chodorkowski“ gehörten, und fragte: „Und warum soll es Antisemitismus sein, wenn man darüber spricht, wie diese winzig kleine Schicht von Geldaristokraten die Federal Reserve benutzen, um die ganze Welt ins Chaos zu stürzen?“ Die Hervorhebung jüdischer Bankiers als angeblicher weltweiter Kontrolleure des Geldes ist ein bekanntes antisemitisches Stereotyp. In Koblenz warb ein Mitorganisator der dortigen montäglichen „Friedenspartys“ für die antisemitische Hetzschrift Protokolle der Weisen von Zion und wurde dafür zu einer Geldstrafe verurteilt. Der Journalist Jakob Augstein stimmte einer Kritik von Petra Pau (Die Linke) zu: „Friedens-Demos, auf denen Hass gegen Juden gepredigt wird, sind Kriegsdemos.“ Er widersprach der Annahme, dass antisemitische Parolen bei Mahnwachen auf israelische Militärpolitik reagierten. Judenhass brauche keine Neuigkeiten aus Israel. In ihm flössen Menschenhass, Rassismus, Esoterik und Verschwörungstheorien zusammen.
Kritiker bezeichneten die Mahnwachen als „Jahrmarkt des Bizarren“ oder als „‚Wahnmachen‘, bei denen Aluhüte von Weltverschwörungen, Chemtrails und NATO-Verschwörungen fabulieren“. Dort sei der „Wahn Programm“ und es werde „antiaufklärerischer Unfug“ verbreitet. Oft wurde fehlende Abgrenzung vom Rechtsextremismus festgestellt, etwa weil die Berliner NPD um Sebastian Schmidtke, die rassistische Hetzseite Anonymous.Kollektiv und die „Reichsbürger“ sich beteiligten, für die Mahnwachen warben und dort ihre Ziele propagierten. Andreas Kopietz (Berliner Zeitung) nannte die Mahnwachen daher bereits im April 2014 „völkische Friedensbewegung“. Die Frankfurter Rundschau (FR) sah dort ebenfalls rechte Tendenzen, hielt ihre weitere Entwicklung wegen der Vielfalt der Teilnehmer im Mai 2014 aber noch für offen.
Stefan Lauer (Vice) beschrieb rechte Tendenzen einiger Mahnwachenvertreter: Heiko Schrang habe in seinem Buch Die Jahrhundertlüge die Schuld der Deutschen am Zweiten Weltkrieg in Frage gestellt. Der als Ordner gegen Antifa-Proteste eingesetzte Jürgen Graßmann habe in Berlin eine Demonstration zum al-Quds-Tag organisiert, wo zur Zerstörung Israels aufgerufen wurde. Elsässer mache Wahlkampf für die AfD und habe Kontakte ins rechtsextreme Milieu. Jebsen übernehme Norman Finkelsteins These einer angeblichen Holocaustindustrie. Andreas Popp berufe sich für seine Wirtschaftsideologie („Plan B“) auf den Nationalsozialisten Gottfried Feder und unterscheide wie dieser „Raffendes“ und „schaffendes“ Kapital. Feders Parole von der „Brechung der Zinsknechtschaft“ finde sich abgewandelt bei den Mahnwachen wieder. Deren Publikum, das den Gegensatz von rechts und links ablehne, befürworte rechtes Gedankengut oder sei uninformiert. Jebsens ursprünglicher Aufruf zu einem „Marsch auf Berlin“, mit dem er bewusst an den Hitlerputsch von 1923 erinnerte, wurde als Ausdruck einer antidemokratischen Gesinnung vieler Mahnwachenanhänger kritisiert.
Laut Lena Gorelik besteht das Mahnwachenpublikum aus Linken und Rechten, die sich „ein bisschen gegen das Kapital, ein bisschen gegen die USA, ein bisschen gegen die ‚jüdische Weltverschwörung‘, ein bisschen gegen die CIA, ein bisschen gegen alles“ richteten. Sie vereine keine gemeinsame politische Idee, sondern eine diffuse Angst, eine allgemeine Unzufriedenheit, eventuell auch mangelnde Einsicht in die zunehmend komplexeren weltpolitischen Zusammenhänge.
Den „Friedenswinter“ deutete Michael Müller (Berliner Zeitung) als „obskures Bündnis“ zwischen Links- und Rechtsradikalen, Christian Jakob (taz) schrieb von „Frieden mit Wirrköpfen“.
Pascal Beucker (taz) führte die geringen Teilnehmerzahlen an den Ostermärschen 2015 auf einen „Realitätsverlust“ jener Friedensaktivisten zurück, die die rechtsoffenen Mahnwachen als „‚Frischzellenkur‘ für den ergrauten Friedenskampf“ angesehen hätten. Beide vereine „ihr intellektuell unterkomplexes Freund-Feind-Denken: Da der böse Westen, dort das gute Russland mit seinem großen Führer Wladimir Putin.“
Laut dem Journalisten Tobias Jaecker reduziert die bei den Mahnwachen verbreitete Vorstellung, an der Ukraine-Krise seien allein westliche, vor allem amerikanische Eliten schuld, die Komplexität der Ereignisse auf einen einfachen Mechanismus: Im Verborgenen würden machtvolle Drahtzieher das Weltgeschehen lenken, um ihre illegitimen Ziele zu verfolgen, das Volk werde betrogen, Demokratie sei nur eine Fassade. Diese antiamerikanischen Verschwörungstheorien, „teils mit deutlichen antisemitischen Untertönen“, seien keine Gesellschaftskritik, sondern eine Simplifizierung, „eine Ideologie, die Elemente linker und rechter Anschauungen verbindet“, etwa aus völkischen Weltbildern und linkem Antiimperialismus.
Sebastian Leber (Der Tagesspiegel) beschrieb die Berliner Mahnwache am Potsdamer Platz im März 2017 als „Einstiegsdroge“ in Verschwörungstheorien. Neben deren Anhängern träfen sich dort „Reichsbürger, Israel-Hasser, Esoteriker“.

### Politische Gruppen
Ab März 2014 warnten viele linksgerichtete Gruppen vor den Mahnwachen, darunter Linksjugend solid in Magdeburg (31. März), Indymedia (7. April),
die Kooperation für den Frieden (10. April), die Koordinierungsstelle der Montagsdemonstrationen gegen Sozialabbau ab 2004 (12. April), Publikative.org (22. April), Antifaschistische Revolutionäre Aktion Berlin (23. April) und andere.
Am 19. Mai 2014 verlangten einige Abgeordnete der Linkspartei um Andrej Hunko, mehrere Vertreter von Attac und der Interventionistischen Linken in einem offenen Brief eine Kooperation mit den Mahnwachen. Diese hätten sich vielerorts nach rechts abgegrenzt und ließen sich zu einer „emanzipatorischen Bewegung“ weiterentwickeln. Als antisemitisch eingestufte Aussagen von Mahnwachenrednern erwähnte der Brief nicht. Stefan Liebich (Die Linke) und Werner Rätz (Attac) warnten dagegen vor Zusammenarbeit, weil die Mahnwachen weiterhin nach rechts offene oder aus dem rechten Spektrum kommende Positionen verträten. Diether Dehm und Wolfgang Gehrcke wandten sich gegen eine „Dämonisierung“ der Mahnwachen. Am 25./26. Mai 2014 erklärte der Bundesvorstand der Linkspartei jedoch, mit den Mahnwachen wegen dortiger Querfrontstrategien von „Rechtspopulisten, Nationalisten, Verschwörungstheoretikern und Antisemiten“ „ganz grundsätzlich“ nicht zusammenzuarbeiten. Die Linksjugend kritisierte die Mahnwachen als „deutschnationale, antiamerikanische und antisemitische Bewegung“ mit einer regressiven und strukturell antisemitischen Kapitalismuskritik. Der Parteivorstand kritisierte Dieter Dehms Mahnwachenauftritt vom 9. Juni 2014 als unabgesprochene Privatinitiative. Dehm bezeichnete Kritiker von Xavier Naidoos Mahnwachenauftritten als „antideutsche Shitstorm-SA“. Pedram Shahyar, der trotz kritischer Haltung zur Teilnahme von Rechtsextremen und „Reichsbürgern“ bei einer „Mahnwache“ in Berlin im Mai 2014 sprach, verglich linke Mahnwachenkritiker mit der Tea-Party-Bewegung der USA.
Die Kooperation für den Frieden befürwortete am 24. Juni 2014 eine lokale, dezentrale Zusammenarbeit mit Mahnwachen, bei denen Antifaschismus Konsens sei. Als ihnen bekannt wurde, dass Jebsen und Mährholz den Aufruf zum Friedenswinter mit konzipiert und unterzeichnet hatten, zogen prominente Linke wie Tobias Pflüger (Informationsstelle Militarisierung) ihre Unterschrift zurück. Monty Schädel (DFG-VK) warnte vor einer Allianz mit den Mahnwachenveranstaltern. Otmar Steinbicker (Aachener Friedenspreis) erklärte, er wolle mit „neurechten Verschwörungstheoretikern“ wie Jebsen und Mährholz nichts zu tun haben. Klaus Lederer (Die Linke, Berlin) bezeichnete die Mahnwachen als „Neuauflage sehr alter, rechter Kapitalismuskritik, die auch in linken Zusammenhängen Widerhall findet“. Dass Teile der alten Friedensbewegung ihre Krise mit einer „Öffnung nach rechts“ zu überwinden versuchten, sei „ein Offenbarungseid“. Reiner Braun erklärte dagegen, die Mahnwachen seien durchaus nicht rechts, sondern enthielten die typischen Probleme und Widersprüche einer neuen sozialen Protestbewegung. Die Linksfraktion beschloss am 16. Dezember 2014, „Friedenswinter“-Kundgebungen nicht finanziell zu unterstützen, falls Mahnwachenvertreter daran maßgebend beteiligt seien.
Im März 2015 wies Monty Schädel in zwei Interviews auf die fortbestehende Offenheit der Mahnwachen für rechtsgerichtete Redner und Positionen hin. Er forderte, die Zusammenarbeit noch vor den Ostermärschen 2015 zu beenden. Am 15. März 2015 diskutierten 140 Vertreter der Friedensbewegung in Frankfurt am Main darüber. Die meisten kritisierten Monty Schädel. Christiane Reymann (Die Linke) sah eine negative Pressekampagne als Ursache für den Streit um die Mahnwachen. Sie bedauerte nur Ken Jebsens Aussage von einer „Endlösung für Palästina“. Ein Antrag gegen gemeinsame Auftritte mit Jürgen Elsässer wurde zurückgezogen, als absehbar war, dass er keine Mehrheit finden würde. Ken Jebsen beschimpfte Schädel auf der Berliner Mahnwache am 16. März 2015 als „Querfrontler“ und „gekauft von der NATO“. Daraufhin zog die DFG-VK ihre Unterstützung für den „Friedenswinter“ zurück. Die Kooperation für den Frieden distanzierte sich von Jebsen.
Wegen der Diskussionen um das „reaktionäre Gedankengut“ der Mahnwachenvertreter demonstrierte die Friedensbewegung am 27. Mai 2015 in Berlin ohne sie gegen den von der Ramstein Air Base aus gelenkten Drohnenkrieg der United States Air Force. Damit war die Trennung vollzogen.
Linke Kritiker stufen neuere Gruppen aus dem Mahnwachenumfeld wie PEGADA und ENDGAME wegen der ideologischen und personellen Schnittmengen mit PEGIDA und der AfD ebenfalls als Querfrontversuche ein: „Diffuse kleinbürgerliche Ängste, aber auch prekäre Verhältnisse, Bildungsmangel und Existenzsorgen, abstrakte Friedenssehnsucht und die Wahrnehmung massiver realer gesellschaftlicher Fehlentwicklungen sorgen dafür, dass gefährliche regressive Weltbilder eine Renaissance erleben, sich machtvoller öffentlich Gehör verschaffen als es lange Jahre der Fall war. Das Potential für autoritäre, antidemokratische und inhumane Weltbilder in Deutschland ist groß.“
Das Forum Demokratischer Sozialismus tritt dem Versuch, Themen der PEGIDA-Bewegung und der Mahnwachen zu vereinen, mit Aufklärungsvorträgen entgegen.

### Wissenschaft
Der Soziologe Peter Ullrich analysiert die Mahnwachen als Vertreter eines neuen Typus von Protestbewegung, nämlich der „postdemokratischen Empörungsbewegungen“. Sie alle seien wie zum Beispiel auch Occupy und Pegida gekennzeichnet durch eine radikale Ablehnung des politischen Systems, ein tief sitzendes Misstrauen gegen die politischen und gesellschaftlichen Institutionen, kaum politische Vorerfahrung, einen geringen Organisationsgrad, die Weigerung, sich im üblichen Links-Rechts-Schema zu verorten, eine Ablehnung der gesellschaftlich bis dahin prägenden „Großen Erzählungen“, spontane Mobilisierung und schwache, häufig durch das Internet geprägte Identitäten. In dreierlei Hinsicht seien die Mahnwachen typisch für „postdemokratische“ Zustände, in denen nach der Analyse des britischen Politikwissenschaftlers Colin Crouch die Demokratie zwar nach außen hin intakt ist, wichtige gesellschaftliche Entscheidungen aber nicht mehr bei Wahlen getroffen würden, die zu bloßen Inszenierungen und Schaukämpfen verkämen, sondern von den Eliten im kleinen Kreis hinter verschlossenen Türen. Die Mahnwachen sind nach Ullrich zum einen eine Reaktion auf diese Zustände, sie stellen zweitens einen Protest dagegen dar, drittens sind sie aber selber Teil der postdemokratischen Subjektivität und der damit verbundenen Praxis: Zwar seien die Anhänger sozial gut integriert und überdurchschnittlich gebildet, politisch hätten sie sich aber dem politischen System völlig entfremdet, sodass sie weder im Mainstream noch in alternativen Milieus eine Heimat fänden. Prägend sei für sie vielmehr das „Web 2.0, wo jede Meinung, wie begründet oder bizarr auch immer, ihr Forum finden kann und zugleich eine Hilflosigkeit mit transportierende Empörung und Echauffieren zum Grundton gehören“.
Laut dem Soziologen Simon Teune machte das Angebot einer Zusammenarbeit mit den Mahnwachen während des Friedenswinters 2014/15 der alten Friedensbewegung Probleme: Man sei uneinig gewesen, ob man die Gelegenheit zu einer Verjüngung ergreifen oder „gegen nach rechts offene Gruppierungen eine klare Kante“ zeigen sollte. Hier zeige sich, dass in der alten Friedensbewegung, jenseits der Frage nach rechts oder links, das Verhältnis zum Antiamerikanismus ungeklärt sei.
Laut der Politikwissenschaftlerin Laura Luise Hammel besteht Konsens in der Wissenschaft darüber, dass die Mahnwachen generell offen sind für Verschwörungstheorien. Diese würden oft in antisemitischen Ressentiments wurzeln, was aber im Sinne einer Kommunikationslatenz nicht offen formuliert werde. Hinter der These, die FED sei schuld am Zweiten Weltkrieg, lasse sich indes die Absicht erkennen, die Geschichte neu zu bewerten und die Verantwortung für den Zweiten Weltkrieg von Deutschland abzuwälzen. Durch den Bezug auf die Wall Street und die Nennung jüdisch klingender Namen werde indirekt den Juden die Verantwortung für die Verbrechen des Nationalsozialismus zugewiesen. Dies erfolge im Sinne einer Schuldabwehr und einer Täter-Opfer-Umkehr, wie sie für den sekundären Antisemitismus typisch sind. Die ausgeprägte Akzeptanz von Verschwörungstheorien, die von den Akteuren wahrgenommene Entfremdung vom politischen System und der Hass auf die Eliten seien gemeinsame Merkmale der Mahnwachen und rechtspopulistischer Bewegungen wie Pegida.
Der Theologe Matthias Pöhlmann beschreibt die Mahnwachen als „Versuch, unter dem Anschein einer neuen Friedensbewegung Verschwörungsmythen in der Öffentlichkeit zu verbreiten“.